# Svensk gjuteriindustri
Grunden till den svenska gjuteriindustrin lades på 1600-talet när det anlades styckebruk i bland annat Stavsjö, Åkers styckebruk och Hellefors (Hälleforsnäs), där man smälte järnmalm från gruvor eller sjömalm. Malmen smältes i hyttor och göts till kanoner och kanonkulor så kallade stycken.
Vid sidan av kanongjutningen göts det mindre gjutgods som grytor och liknande, mest för lokalt bruk. Före kanongjutningen göts det mest tackjärn för export. I mitten av 1800-talet började ökade efterfrågan på järn. Det anlades då många gjuterier för civilt bruk. Det var gjuterier med tillhörande mekaniska verkstäder för bearbetning av gjutjärnet, till exempel Munktells i Eskilstuna och Husqvarna i Jönköping.
Svenska Gjuteriföreningen är branschorganisationen för Sveriges gjuterier, leverantörer och företag som använder gjutna komponenter i sina produkter eller processer. Sveriges Gjuteritekniska Förening med lokalavdelningar organiserar yrkesverksamma tekniker/ingenjörer och företagsledare inom gjuteriindustrin sedan början av 1900-talet. Sveriges Gjuterihistoriska Sällskap bedriver historisk forskning inom gjuteriområdet med egen publicering. Samtliga har sin huvudverksamhet förlagd till Jönköping. 